# توئیستان
توئیستان (به انگلیسی: Twistane) با فرمول شیمیایی C۱۰H۱۶ یک ترکیب شیمیایی است. که جرم مولی آن ۱۳۶٫۲۳۴ g/mol می‌باشد. 